# Portrait de madame Grimaudet
Pour les articles homonymes, voir Boucher.
Le portrait de madame Grimaudet (née Marie-Catherine-Geneviève Boucher vers 1715 et morte après 1780) a été exécuté en 1737 par le peintre français Hyacinthe Rigaud.

## Historique
Madame Grimaudet se fait portraiturer par Hyacinthe Rigaud en 1737, en même temps que son époux, François-René Grimaudet de Coëtcanton.
Si les livres de comptes du peintre Hyacinthe Rigaud ne mentionnent aucun portrait de femme pour l’année 1738, il n’est pas faux de faire un rapprochement avec les œuvres produites l’année précédente. En effet, les dernières années des comptes furent tenus a posteriori et de mémoire, ce qui en fausse parfois la précision. De plus, une rapide comparaison des traits du présent modèle avec ceux d’une de ses sœurs, Madame Rousseau, dont le portrait est aujourd’hui conservé dans une collection particulière, achève de préciser l’identité de cette femme.
Le visage présente d’évidentes similitudes avec le portrait de Madame Rousseau : même nez prononcé et busqué, des yeux en amande, une lèvre supérieure forte et pincées… De même, la posture, en « habillement répété » d’une composition antérieure, est typique du répertoire de Rigaud en ces années tardives, masquant les mains du modèle pour adoucir le prix demandé (pas plus de 600 livres) et privilégiant ainsi l’éclat des ors de la robe ou la virtuosité du drapé de velours bleu, doublé de soie moirée de même ton. La présence de fleurs d’oranger dans les cheveux de Madame Grimaudet, combinées au bleu de quelques campanules, suggère un mariage heureux.

## Biographie de Marie-Catherine-Geneviève Boucher
Marie-Catherine-Geneviève Boucher, (v. 1715 - ap. 1780) était la fille cadette de Louis-Paul Boucher, seigneur d'Épinay, ancien marchand de draps, secrétaire du roi, puis juge et consul. Elle est notamment connue par le portrait qu'en a fait le peintre Hyacinthe Rigaud.
En s’unissant, vers 1725, à François-René Grimaudet de Coëtcanton, seigneur de Grandmaison, commissaire royal du régiment des Gardes-françaises, Mlle Boucher suivait ainsi les pas de ses sœurs, à commencer par l’aînée, la désormais « Madame Rousseau », épouse du chef de la manufacture des draps noirs de Sedan. 
Son époux, riche financier dont les aïeux étaient originaires de Chaumont-d’Anjou, possédait déjà de solides revenus qui lui permirent d’acquérir, deux ans avant sa mort, le beau domaine de Coëtcanton en Bretagne (Elliant et Melgven), mais que ses descendants devront revendre, en 1756, à la famille de Plœuc pour la somme de 90 000 livres. 
La famille Grimaudet vivait ordinairement à Paris, sur la paroisse Saint-Roch.
Vivante encore en 1780, Marie-Catherine Geneviève Grimaudet avait au moins deux enfants un an après son mariage : 
- Alexandre-Paule-René de Grimaudet né le 11 août 1726
- Anne-Marie-Catherine Grimaudet née le 22 février 1729